# Cheryl Studer
Cheryl Studer (Midland (Michigan), 24 oktober 1955) is een Amerikaanse sopraan.

## Leven en werken
Cheryl Studer studeerde aan het Tanglewood Music Center in Tanglewood en aan de Hochschule für Musik und Darstellende Kunst in Wenen. Na haar eerste optreden in Darmstadt en aan de Bayerische Staatsoper maakte zij in het jaar 1985 haar debuut bij de Bayreuther Festspiele als Elisabeth in Tannhäuser, waar zij later ook als Elsa en Senta te horen was. Bij de Salzburger Festspiele zong zij de Kaiserin in Die Frau ohne Schatten en de Marschallin in Der Rosenkavalier. Met ver over vijftig rollen trad zij op aan de grote operahuizen van Europa en de Verenigde Staten, bijvoorbeeld aan het Teatro alla Scala, de Opéra National de Paris, de Wiener Staatsoper, het Royal Opera House Covent Garden in Londen en de Metropolitan Opera in New York. Partijen aan de Bayerische Staatsoper waren onder andere Violetta Valéry in La traviata, Aida, Rosalinde in Die Fledermaus, Chrysothemis in Elektra, de Marschallin in Der Rosenkavalier en Ariadne in Ariadne auf Naxos. In de loop van haar internationale carrière ontstonden talrijke belangrijke plaatopnamen, zoals Mozarts Die Entführung aus dem Serail onder Bruno Weil.
Cheryl Studer bekleedt een professoraat voor zang aan de Hochschule für Musik Würzburg.

## Operarollen
- Agathe, Der Freischütz (Carl Maria von Weber)
- Aïda, Aïda (Verdi)
- Amina, La sonnambula (Bellini)
- Arabella, Arabella (Richard Strauss)
- Ariadne, Ariadne auf Naxos (Richard Strauss)
- Brünnhilde, Götterdämmerung (Wagner)
- Chrysothemis, Elektra (Richard Strauss)
- The Countess, Capriccio (Richard Strauss)
- Daphne, Daphne (Richard Strauss)
- Desdemona, Otello (Verdi)
- Donna Anna, Don Giovanni (Mozart)
- Drolla, Die Feen (Wagner)
- Elettra, Idomeneo (Mozart)
- Elisabeth, Tannhäuser (Wagner)
- Elsa, Lohengrin (Wagner)
- The Empress, Die Frau ohne Schatten (Richard Strauss)
- Euryanthe, Euryanthe (Carl Maria von Weber)
- Eva, Die Meistersinger von Nürnberg (Wagner)
- Gilda, Rigoletto (Verdi)
- Giulietta, Les contes d'Hoffmann (Offenbach)
- Hanna Glawari, Die lustige Witwe (Franz Lehár)
- Helmwige, Die Walküre (Wagner)
- Irene, Rienzi (Wagner)
- Isolde, Tristan und Isolde (Wagner)
- Julia, Roméo et Juliette (Gounod)
- Konstanze, Die Entführung aus dem Serail (Mozart)
- Kundry, Parsifal (Wagner)
- La Contessa, Le Nozze di Figaro (Mozart)
- La Duchesse Hélène, I vespri siciliani (Verdi)
- Leonora, Il trovatore (Verdi)
- Leonore/Fidelio, Fidelio (Beethoven)
- Lucia, Lucia di Lammermoor (Donizetti)
- Madama Corstese, Il viaggio a Reims (Rossini)
- Mařenka, Prodaná nevěsta (De verkochte bruid) (Smetana)
- The Marschallin, Der Rosenkavalier (Strauss)
- Marguerite, Faust (Gounod)
- Mathilde, Guillaume Tell (Rossini)
- Micaëla, Carmen (Bizet)
- Odabella, Attila (Verdi)
- Pamina, Die Zauberflöte (Mozart)
- Königin der Nacht, Die Zauberflöte (Mozart)
- Rosalinde, Die Fledermaus (Johann Strauss II)
- Salome, Hérodiade (Jules Massenet)
- Salome, Salome (Richard Strauss)
- Semiramide, Semiramide (Rossini)
- Sieglinde, Die Walküre (Wagner)
- Senta, Der fliegende Holländer (Wagner)
- Susannah, Susannah (Carlisle Floyd)
- Violetta, La traviata (Verdi)

## Discografie

### Complete operaopnamen
- Aida in Verdi's Aida, opgenomen 6/94, Royal Opera House, Covent Garden, Edward Downes, Pioneer
- Gravin in Mozarts Le Nozze di Figaro, opgenomen 5/91, Wiener Philharmoniker, Claudio Abbado, Sony
- Gravin in Mozarts Le nozze di Figaro, opgenomen 1-2/94, Wiener Philharmoniker, Claudio Abbado, Deutsche Grammophon
- Chrysothemis in Strauss' Elektra, opgenomen 6/89, Wiener Philharmoniker, Claudio Abbado, Pioneer
- Chrysothemis in Strauss' Elektra, opgenomen 1/90, Bayerische Rundfunks Symphonie, Wolfgang Sawallisch, EMI
- Desdemona in Verdi's Otello, opgenomen 5/93, Opéra Bastille, Myung-whun Chung, Deutsche Grammophon
- Donna Anna in Mozarts Don Giovanni, opgenomen 9/90, Wiener Philharmoniker, Riccardo Muti, EMI
- Drolla in Wagners Die Feen, opgenomen 7/83, Bayerische Rundfunks Symphonie, Wolfgang Sawallisch, Orfeo
- Elena in Verdi's I vespri siciliani, opgenomen 12/89-1/90, Teatro alla Scala, Riccardo Muti, Fonit Cetra
- Elisabeth in Wagners Tannhäuser, opgenomen '88, Philharmonia Orchestra, Giuseppe Sinopoli, Deutsche Grammophon
- Elisabeth in Wagners Tannhäuser, opgenomen '89, Bayreuther Festspiele, Giuseppe Sinopoli, Philips
- Elsa in Wagners Lohengrin, opgenomen 6/90, Bayreuther Festspiele, Peter Schneider, Philips
- Elsa in Wagners Lohengrin, opgenomen '90, Wiener Philharmoniker, Claudio Abbado, Deutsche Grammophon
- Eva in Wagners Die Meistersinger von Nürnberg, opgenomen 4/93, Bayerische Staatsoper, Wolfgang Sawallisch, EMI
- Florinda in Schuberts Fierrabras, opgenomen 5/88, Chamber Orchestra of Europe, Claudio Abbado, Deutsche Grammophon
- Gilda in Verdi's Rigoletto derde bedrijf, opgenomen 9/91, Metropolitan Opera, James Levine, Deutsche Grammophon
- Gilda in Verdi's Rigoletto, opgenomen 6/93, Metropolitan Opera, James Levine, Deutsche Grammophon
- Giulietta in Offenbachs Les contes d'Hoffmann, opgenomen 87/88/89, Sächsische Staatskapelle Dresden, Jeffrey Tate, Philips
- Gutrune in Wagners Götterdämmerung, opgenomen 5/89, Metropolitan Opera, James Levine, Deutsche Grammophon
- Hanna Glawari in Lehárs Die Lustige Witwe, opgenomen 1/94, Wiener Philharmoniker, John Eliot Gardiner, Deutsche Grammophon
- Irene in Wagners Rienzi, opgenomen 7/83, Bayerische Staatsoper, Wolfgang Sawallisch, Orfeo
- Jessonda in Spohrs Jessonda, opgenomen '84, ORF, Gerd Albrecht, Voce
- Kaiserin in Strauss' Die Frau ohne Schatten, opgenomen 2-12/87, Bayerische Rundfunks Symphonie, Wolfgang Sawallisch, EMI
- Kaiserin in Strauss' Die Frau ohne Schatten, opgenomen '92, Wiener Philharmoniker, Georg Solti, Salzburger Festspiele, DECCA/London
- Konstanze in Mozarts Die Entführung aus dem Serail, opgenomen 4/91, Wiener Symphoniker, Bruno Weil, Sony
- Lucia in Donizetti's Lucia di Lammermoor, opgenomen 8/90, London Symphony Orchestra, Ion Marin, Deutsche Grammophon
- Madama Cortese in Rossini's Il viaggio a Reims, opgenomen 10/92, Berliner Philharmoniker, Claudio Abbado, Sony
- Marguerite in Gounods Faust, opgenomen 2/91, Orchestre du Capitole de Toulouse, Michel Plasson, EMI
- Matilde in Rossini's Guglielmo Tell, opgenomen 12/88, Teatro alla Scala, Riccardo Muti, EMI
- Odabella in Verdi's Attila, opgenomen 6-7/89, Teatro alla Scala, Riccardo Muti, EMI
- Odabella in Verdi's Attila, opgenomen 6/90, Teatro alla Scala, Riccardo Muti, Home Vision
- Ortlinde in Wagners Die Walküre, opgenomen 8/81, Sächsische Staatskapelle Dresden, Marek Janowski, Eurodisc
- Königin der Nacht in Mozarts Die Zauberflöte, opgenomen 7/89, Academy of St. Martin in the Fields, Neville Marriner, Philips
- Salomé in Massenets Hérodiade, opgenomen 11-12/94, Orchestre du Capitole de Toulouse, Michel Plasson, EMI
- Salome in Strauss' Salome, opgenomen 12/90, Deutsche Oper Berlin, Giuseppe Sinopoli, Deutsche Grammophon
- Semiramide in Rossini's Semiramide, opgenomen 7/92, London Symphony Orchestra, Ion Marin, Deutsche Grammophon
- Senta in Wagners Der fliegende Holländer, opgenomen 1/91, Deutsche Oper Berlin, Giuseppe Sinopoli, Deutsche Grammophon
- Sieglinde in Wagners Die Walküre, opgenomen 2-3/88, Bayerische Rundfunks Symphonie, Bernard Haitink, EMI
- Susannah in Floyds Susannah, opgenomen 3/94, Opéra de Lyon, Kent Nagano, Virgin
- Violetta in Verdi's La traviata, opgenomen 1/91, Metropolitan Opera, James Levine, Deutsche Grammophon
- Zemlinsky's Der Geburtstagder Infantin, opgenomen 83, Berlin Radio Symphony Orchester, Gerd Albrecht, Koch-Schwann

### Concertopnamen
- Samuel Barber Complete Songs, opgenomen 9/92, John Browning, Thomas Hampson, Emerson String Quartet, Deutsche Grammophon
- Beethovens Missa Solemnis, opgenomen 8/91, Wiener Philharmoniker, Salzburger Festspiele, James Levine, Deutsche Grammophon
- Beethoven in Berlin (Ah! Perfido/Choral Fantasy/Egmont), opgenomen 12/91, Berliner Philharmoniker, Claudio Abbado, Deutsche Grammophon
- Beethovens Symfonie Nr. 9, opgenomen 4/89, Philadelphia Orchestra, Riccardo Muti, EMI
- Beethovens Symfonie Nr. 9, opgenomen 1/03, Philharmonie der Nationen, Justus Frantz, private uitgave
- Brahms' Ein Deutsches Requiem, opgenomen 10/92, Berliner Philharmoniker, Claudio Abbado, Deutsche Grammophon
- Bruckners Mis in f-klein/Mozarts Vespers, opgenomen 3/77, MIT Choral Society, John Oliver, private uitgave
- Donizetti's Messa da Requiem, opgenomen 1/84, Bamberger Symphoniker, Miguel Ángel Gómez-Martínez, Orfeo
- Mahlers Das klagende Lied, opgenomen 11/90, Philharmonia Orchestra, Giuseppe Sinopoli, Deutsche Grammophon
- Mahlers Symfonie Nr. 2, opgenomen 11/92, Wiener Philharmoniker, Claudio Abbado, Deutsche Grammophon
- Mahlers Symfonie Nr. 8, opgenomen 11-12/90, Philharmonia Orchestra, Giuseppe Sinopoli, Deutsche Grammophon
- Mahlers Symfonie Nr. 8, opgenomen 1/94, Berliner Philharmoniker, Claudio Abbado, Deutsche Grammophon
- Schubert Lieder, opgenomen 1/90, Irwin Gage, Deutsche Grammophon
- von Schweinitzs Messe Op. 21, opgenomen 7/84, Berlin Radio Symphony Orchestra, Gerd Albrecht, Wergo
- Strauss Choral Works, opgenomen 9/84, RIAS Kammerchor, Uwe Gronostay, Marcus Creed, Deutsche Schallplatten
- Strauss' Vier Letzte Lieder/Wagners Wesendonck Lieder en Isoldes Liebestod, opgenomen 1/93, Sächsische Staatskapelle Dresden, Giuseppe Sinopoli, Deutsche Grammophon
- Verdi's Messa da Requiem, opgenomen 6/87, Teatro alla Scala, Riccardo Muti, EMI
- Verdi's Messa da Requiem, opgenomen 11/91, Wiener Philharmoniker, Claudio Abbado, Deutsche Grammophon
- Wagner, Isoldes Liebestod, opgenomen 1/88, Bayerische Rundfunks Symphonie, Jeffrey Tate, EMI
- Wagner Gala (Tannhäuser/Lohengrin/Die Meistersinger von Nürnberg/Die Walküre), opgenomen 12/93, Berliner Philharmoniker, Claudio Abbado, Deutsche Grammophon
- Covent Garden Gala (Otello/La traviata/Die Fledermaus), opgenomen 7/88, Royal Opera House, Covent Garden, John Barker, EMI
- Eerste Europakonzert - in Prague (Mozart: Non mi dir/Ch'io mi scordi di te - Non temer amato bene), opgenomen 5/91, Berliner Philharmoniker, Claudio Abbado, Sony
- Salzburg Recital (Strauss/Schubert/Debussy), opgenomen 8/92, Irwin Gage, Deutsche Grammophon

### Solo-opnamen
- Coloratura-arias van Bellini (La sonnambula/Norma), Verdi (La traviata/Il trovatore), Donizetti (Lucia di Lammermoor/Lucrezia Borgia), Rossini (Il barbiere di Siviglia/Semiramide), opgenomen 4/89, Munich Radio Symphony Orchestra, Gabriele Ferro, EMI
- Gewijde werken (Bach/Franz Schubert/Mendelssohn/Handel/Mozart/Gounod/Fauré/Poulenc/Bernstein/Bruch), opgenomen 3/91, London Symphony Orchestra, Ion Marin, Deutsche Grammophon
- Mozart - aria's (Die Entführung aus dem Serail/Die Zauberflöte/Idomeneo/Le nozze di Figaro/Don Giovanni/La clemenza di Tito/Così fan Tutte), opgenomen 9/89, Academy of St. Martin in the Fields, Neville Marriner, Philips

## Televisie- en dvd-optredens
- Aida in Verdi's Aida met Royal Opera House, Covent Garden, onder leiding van Edward Downes, uitgezonden op televisie in 1994, uitgegeven op dvd in 2001
- Odabella in Verdi's Attila met het orkest en koor van Teatro alla Scala onder leiding van Riccardo Muti, opgenomen in 1991
- Elisabeth in Wagners Tannhäuser, opgenomen '89, Bayreuther Festspiele, Giuseppe Sinopoli, uitgegeven door Euroarts op dvd in 2008 in een productie van Wolfgang Wagner
- Elsa in Wagners Lohengrin, opgenomen 6/90, Bayreuther Festspiele, Peter Schneider, uitgegeven door Deutsche Grammophon op dvd in 2008 in een productie van Werner Herzog
- Kaiserin in Strauss' Die Frau ohne Schatten aan de Salzburger Festspiele, met de Wiener Philharmoniker, onder leiding van Georg Solti, uitgezonden op televisie in 1992, uitgegeven op dvd in 2002
- Madama Cortese in Rossini's Il viaggio a Reims met de Berliner Philharmoniker onder leiding van Claudio Abbado, uitgezonden op televisie in 1992[1]

## Noot
1. ↑  Cheryl Studer

- Bibsys: 65578
- Biblioteca Nacional de España: XX1310494
- Bibliothèque nationale de France: cb13900150z (data)
- CiNii: DA08445022
- Gemeinsame Normdatei: 121092623
- International Standard Name Identifier: 0000 0001 0953 5181
- Library of Congress Control Number: n86856332
- Nationale Bibliotheek van Letland: 000099084
- MusicBrainz: cedc341e-0def-4e5b-988e-f58df78d872a
- Nationale Bibliotheek van Tsjechië: jx20060310022
- Nationale bibliotheek van Australië: 36011985
- Nationale Bibliotheek van Israël: 987007285253205171
- Nederlandse Thesaurus van Auteursnamen: 108829367
- Réseau des bibliothèques de Suisse occidentale: 02-A003872067
- SNAC: w6db8z12
- Système universitaire de documentation: 129140260
- Trove: 1184961
- Virtual International Authority File: 10034840
- WorldCat: E39PBJd89cd8Q4QvPhdYpqqCwC